# Dawn McEwen
Dawn McEwen (n. 3 iulie 1980, Ottawa, Ontario, Canada) este o jucătoare de curl ce a reprezentat Canada, medaliată olimpică. A participat la două ediții ale Jocurilor Olimpice (2014, 2022) în care a câștigat o medalie de aur.